# 818 (szám)
A 818 (római számmal: DCCCXVIII) egy természetes szám, félprím, a 2 és a 409 szorzata.

## A szám a matematikában
A tízes számrendszerbeli 818-as a kettes számrendszerben 1100110010, a nyolcas számrendszerben 1462, a tizenhatos számrendszerben 332 alakban írható fel.
A 818 páros szám, összetett szám, azon belül félprím, kanonikus alakban a 21 · 4091 szorzattal, normálalakban a 8,18 · 102 szorzattal írható fel. Négy osztója van a természetes számok halmazán, ezek növekvő sorrendben: 1, 2, 409 és 818.
Érinthetetlen szám: nem áll elő pozitív egész számok valódiosztóösszeg-függvényeként.
A 818 négyzete 669 124, köbe 547 343 432, négyzetgyöke 28,60070, köbgyöke 9,35229, reciproka 0,0012225. A 818 egység sugarú kör kerülete 5139,64558 egység, területe 2 102 115,043 területegység; a 818 egység sugarú gömb térfogata 2 292 706 806,6 térfogategység.